# Automolis pamela
Automolis pamela là một loài bướm đêm thuộc phân họ Arctiinae, họ Erebidae.